# Real Teka Club de Fútbol
El Real Teka Club de Fútbol, conocido simplemente como Real Teka, es un equipo de fútbol de Malabo que milita en la Primera División de Guinea Ecuatorial, la liga de fútbol más importante del país.
Aunque el club se fundó en el barrio de Fortuny, su ubicación actual parece estar en el barrio de Lamper, también en Malabo, según registros más recientes, aunque no hay información sobre cuándo se produjo el traslado.

## Historia
El Real Teka Club de Fútbol se fundó en el barrio Fortuny de Malabo en febrero de 2007. Inicialmente, el club estaba inscrito en Tercera División y, en 2008, registró su primera participación en Segunda División, lo que indica que ascendió en el año de su fundación.
No hay información detallada sobre la trayectoria del club entre 2008 y 2013, pero en este último año el Real Teka seguía compitiendo en Segunda División. Ese año participó en el Grupo B de la Región Insular, donde logró clasificar a la Liguilla, aunque no consiguió el ascenso a la máxima división. En los años siguientes, el club se mantuvo en Segunda División, siendo inscrito nuevamente en la competencia en 2015 y 2015/16.
También en la temporada 2015/16, el Real Teka fue eliminado en la primera ronda de la Copa Nacional tras perder 2-0 ante la Unión Deportiva Santa María. En la temporada 2016/17, ascendió a Primera División, beneficiándose de la descalificación de los equipos que no se presentaron a los partidos de Segunda División. Aun así, no calificaron a la Liguilla de Primera División. En la Copa Nacional de ese año, tuvieron una buena actuación, goleando 5-0 al Minasprom en la tercera ronda, pero fueron eliminados nuevamente por la UD Santa María. Esa misma temporada, disputaron la Copa FEGUIFUT, una competición estructurada de forma similar a la Copa principal. En los octavos de final de la fase insular, se impuso al Recreativo Lampert por 2-1 en el global de la eliminatoria. En cuartos de final, venció al Riojole de Basakato por 3-2, pero fue eliminado en semifinales por la UD Santa María, que se impuso por un global de 6-3.
En la 2017/18, el Real Teka no estuvo inscrito en Primera División, posiblemente por descenso, aunque no hay información concreta sobre la temporada anterior. No fue hasta la 2019/20 cuando se volvió a hablar del club, compitiendo en Segunda División. Antes de la interrupción del campeonato por la pandemia de Covid-19, ocupó la segunda plaza del Grupo B de la fase insular.
La temporada 2020/21 no tuvo competiciones debido a la pandemia, pero el 31 de mayo de 2021, el club se convirtió en Sociedad mercantil, marcando el final de su etapa como entidad amateur. Ese mismo mes, Jaime Mangue Abeso fue elegido presidente del club.
En la temporada 2021/22, el Real Teka formó parte del Grupo A de la fase insular de Segunda División, quedando segundo y clasificándose para la Liguilla. Volvieron a terminar segundos, accediendo a la Primera División. En la Copa Nacional, eliminó al Recreativo Lampert en primera ronda y al Ceiba FC en tercera, pero fue derrotado por el Cano Sport Academy en cuarta ronda.
En 2023, el club quedó último en el grupo insular de la Primera División, pero esa temporada no hubo descenso. En la temporada 2023/24, acabó séptimo en el mismo grupo de élite. En la Copa Nacional, fue eliminado en octavos de final por el ED Manuel Javier.